# 2001 en Finlande
Chronologie de la Finlande
- 1997
- 1998
- 1999
- 2000
- 2001
- 2002
- 2003
- 2004
- 2005

Cette page concerne les évènements survenus en 2001 en Finlande  :

## Évènement
- 25 janvier : Décision dans l'affaire Oy Liikenne Ab v Liskojärvi (en), affaire de droit du travail européen, concernant les effets d'un transfert d'entreprise sur les droits d'un employé au travail.
- 24 août : Meurtres de Heino (en)
- 11-16 décembre : 25e session du Comité du patrimoine mondial

## Sport
- Championnat de Finlande de football 2001
- Championnat de Finlande de hockey sur glace 2000-2001
- Championnat de Finlande de hockey sur glace 2001-2002
- Championnats du monde de ski nordique 2001 à Lahti.

## Culture

### Sortie de film
- Joki
- Rivers and Tides

## Création
- Ajo Motorsport
- Electronic Frontier Finland (en)
- Frozenbyte
- Foire du livre d'Helsinki

## Dissolution - Suppression
- Mark finlandais
- Sápmelaš (en) (magazine)

## Naissance
- Tuure Boelius (fi), acteur et chanteur.
- Aarne Intonen (fi), joueur de hockey sur glace.
- Joalin Loukamaa (fi), danseuse et mannequin.
- Aku Räty (fi), joueur de hockey sur glace.

## Décès
- Tuomas Anhava (fi), poète, traducteur et critique.
- Jorma Kardén (fi), peintre.
- Tero Kaski, journaliste.
- Pentti Kultala (fi), acteur.
- Kaarlo Mikkonen (fi), sculpteur.
- Tarja Salmio-Toiviainen (fi), architecte.
- Kaija Siren, architecte.
- Kerttu-Kaarina Suosalmi (fi), écrivain.
- Tauno Valkama (fi), athlète paralympique.